# Domasław (możny)
Domasław (XII w.) − możny szczeciński z początku XII wieku.

## Życie
Według żywota świętego Ottona Domasław był najznamienitszym możnym w ówczesnym Szczecinie, bogatym i pochodzącym ze znamienitego rodu. Sam książę Warcisław I miał nie podejmować żadnych kroków bez zgody i rady Domasława. Z Domasławem miała być spokrewniona lub spowinowacona znaczna część mieszkańców Szczecina, jak również jego okolic.
W 1114 roku podczas wyprawy wojennej księcia Saksonii Lotara III przeciw władcy słowiańskiemu Dumarowi Domasław przebywał jako zakładnik na dworze saksońskim, gdzie został ochrzczony. Po powrocie do ojczyzny powrócił do pogaństwa. Chrześcijaństwo przyjął ponownie podczas misji Ottona z Bambergu w 1124 roku; najpierw nową wiarę przyjęła jego żona wraz z dwoma synami, następnie sam Domasław i 500 osób z jego otoczenia.
Według hipotez niektórych historyków Domasław mógł być spokrewniony z rodem Świętoborzyców, być może był bratem protoplasty rodu Świętobora. Być może jest także identyczny ze wspomnianym w 1159 roku świadkiem czynności prawnych książąt pomorskich imieniem Dommizlo.